# Liste der Landherren von Ritzebüttel

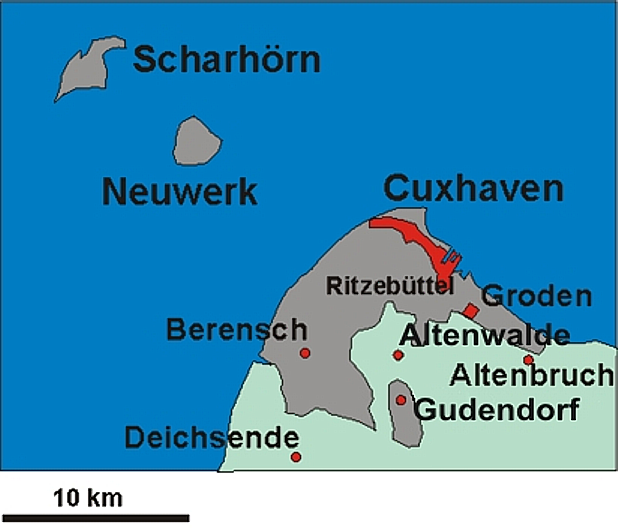
Hamburger Exklave Ritzebüttel 1394–1937

Die Liste der Landherren von Ritzebüttel enthält die Hamburger Landherren. Sie waren Nachfolger der Amtmänner, die vom Schloss Ritzebüttel aus regierten. Im Gegensatz zu diesen residierten die Landherren im etwa hundert Kilometer entfernten Hamburg und wurden vor Ort durch Amtsverwalter vertreten. Mit dem Groß-Hamburg-Gesetz trat die Hansestadt 1937 die Landherrenschaft Ritzebüttel einschließlich der Stadt Cuxhaven im Tausch gegen andere Städte und Gemeinden an Preußen ab.
Ab 1886 waren die Landherren von Ritzebüttel identisch mit denen von Bergedorf. Ab 1922 gab es nur noch einen Landherren (sowie seinen Stellvertreter) für alle vier Landherrenschaften.

## Liste der Landherren von 1864 bis 1937
| Jahr(e)   | Erster Landherr                      | Zweiter Landherr                                |
| --------- | ------------------------------------ | ----------------------------------------------- |
| 1864–1867 | Gustav Heinrich Kirchenpauer         | Friedrich Theodor Müller                        |
| 1868–1883 | Gustav Heinrich Kirchenpauer         | Charles Ami de Chapeaurouge                     |
| 1884–1885 | Charles Ami de Chapeaurouge          | Peter Heinrich Wilhelm Groſsmann a              |
| 1886      | Charles Ami de Chapeaurouge          | Johann Heinrich Burchard                        |
| 1887–1892 | Charles Ami de Chapeaurouge          | Conrad Hermann Schemmann                        |
| 1893      | Otto Wilhelm Mönckeberg              | Conrad Hermann Schemmann                        |
| 1894–1900 | Max Predöhl                          | Conrad Hermann Schemmann                        |
| 1901–1903 | Werner von Melle                     | Conrad Hermann Schemmann                        |
| 1904–1908 | Werner von Melle                     | Gottfried Friedrich Heinrich August Holthusen   |
| 1909–1910 | Werner von Melle                     | Gustav Friedrich Carl Johann Sthamer            |
| 1911–1912 | Emil Max Gotthold Augustus Mumsſen b | Gustav Friedrich Carl Johann Sthamer            |
| 1913–1918 | Emil Max Gotthold Augustus Mumsſen   | Justus Hermann Ludwig Matthias Strandes         |
| 1919–1920 | Carl Wilhelm Petersen                | Justus Hermann Ludwig Matthias Strandes         |
| 1921      | Carl Wilhelm Petersen                | Heinrich Wilhelm Johannes Stubbe                |
| 1922–1924 | Heinrich Wilhelm Johannes Stubbe     | Walter August Matthaei                          |
| 1925      | Heinrich Wilhelm Johannes Stubbe     | Staatsrat J. Daniel Krönig                      |
| 1926–1928 | Heinrich Wilhelm Johannes Stubbe     | Hermann Carl Felix Vering                       |
| 1929–1931 | Heinrich Wilhelm Johannes Stubbe     | Franz Heinrich Witthoefft                       |
| 1932–1933 | Rudolf Adolf Wilhelm Ross            | Paul Henri Adolph Wilhelm Franz de Chapeaurouge |
| 1933–1937 | Senator a. D. Philipp Klepp          | Senator a. D. Philipp Klepp                     |